# 重臣會議 (日本)
重臣會議（日语：／）是在日本戰前昭和期間，就內閣總理大臣的選定和國家的重要問題提出意見的會議。重臣会议根據天皇的諮詢和实际需要，由內大臣召集並主持，其成員包括曾任內閣總理大臣和樞密院議長的內大臣。從最後一位元老西園寺公望辞世開始繼承元老職能，直到戰後內大臣府被廢除爲止，重臣会议經常舉行。

## 历史
明治以後，內閣總理大臣由元老選定，但在大正時代末期，元老只有西園寺公望一人。在元老補充方面，山本權兵衛等人被提名爲候選人，但廢除過時的元老制度，並根據憲政的常理，實施機械性總理接班制度的西園寺，對考慮未來的內大臣牧野伸顯的建議，不同意元老補充，而且因「5·15事件」導致的政黨內閣崩潰和軍部的崛起以及自身的老齡化，西園寺不可能單獨選定接班人。1933年（昭和8年）以協助天皇為主軸，西園寺爲目的設立了重臣制度，總理大臣和樞密院議長與元老西園寺一起召開了會議，選定了接班人。「五一五」事件後，在推薦後繼總理時，元老們也正在聽取前任總理的意見，但並沒有被確定爲正式程序。
因二二六事件岡田內閣總辭職時沒有召開重臣會議，直到阿部內閣成立爲止一直沒有召開。米內光政內閣成立時，內大臣聽取部分重臣的意見，在米內內閣集體辭職後，再次召開了重臣會議。
1940年（昭和15年）11月西園寺逝世後，內大臣召開重臣會議，向重臣們諮詢選定接班總理大臣等事宜，一直持續到1945年（昭和20年）4月小磯內閣全體辭職爲止。1945年8月15日鈴木貫太郎內閣總辭職和10月9日東久邇宮內閣總辭職時，由於戰爭結束後的混亂期重疊，所以沒有召開重臣會議，只由內大臣木戶幸一和平沼駿一郎樞密院議長兩人在形式上的會議選定了接班人首腦，11月24日內大臣府被廢除，失去主持人的重臣會議也自然消失。1946年（昭和21年）5月幣原內閣全體辭職時，幣原本人作爲前任選定繼任者並進行了推薦。

## 陪同推荐下一任总理的高级部长会议的出席者
- 1934（昭和9）7月 -斋藤、清浦、若槻、高桥、一木（樞密院議長）、牧野（内府）、西园寺（元老）等推荐冈田启介。
- 1940年（昭和15年）7月 - 若槻、冈田、广田、林、平沼、近卫、原（議長）、木户（内府）等推荐近卫文麿。
- 1941年7月（昭和16年）若槻、冈田、广田、安倍、米内、原（狱政大臣）、木户（内府）等推荐近卫文麿。
- 1941 年 10 月（昭和 16 年）——清浦、若槻、冈田、广田、林、阿部、与内、原（議長）、木户（內府）等推荐东条英机。
- 1944年7月（昭和19年）——若槻、冈田、广田、近卫、阿部、米内、原（議長）、木户（内府）等推荐小矶国明。
- 1945 年 4 月 -铃木贯太郎被若月、冈田、广田、近卫、平沼、东條、铃木（議長）和木户（內府）推荐。

## 功能
重臣在引進該制度初期被指定爲「內閣總理大臣的前官禮遇者及樞密院議長」，而前官禮遇是以總理或國務大臣等有要職經驗者爲標準進行禮遇的制度，需要一定時間的在職時間，但由於陸軍出身的總理林銑十郎和阿部信行不符合條件，所以考慮到陸軍，1940年修改爲「有總理經驗者及樞密院議長」。
重臣會議成員除了正式會議以外，還經常被認爲是具有一定政治同一性的集團。1929年，日本首相田中義一因皇姑屯事件的事後處理受到昭和天皇的指責而辭職時，右翼勢力主張，這是誘騙昭和天皇的重臣集團的陰謀。日本天皇在昭和天皇獨白錄中寫道:「久原房之助等人創造了重臣積木等詞語，內閣倒臺是重臣們、宮廷陰謀。」此後，國家主義者將重臣視爲君之奸的觀點逐漸擴散，在1932年的5·15事件和1936年的2·26事件中，重臣也和當時的首相、大臣一起成爲暗殺對象。太平洋戰爭期間，對東條英機總理的領導體制不滿情緒高漲後，以重臣岡田啓介爲中心展開了東條內閣倒閣工作，東條辭職。岡田等人在中臣制度消失的戰後也開展了迴避昭和天皇東京審判起訴的運動。
日本天皇和首相聽取重臣的意見，近衛文麿上奏了《近衛上奏文》。
退位的總理出席重臣會議的只有1934年的齋藤實。米內光政和東條英機分別因陸軍和重臣的倒閣工作而集體辭職，因此，很難參加選拔其繼任者的重臣會議。近衛在第三次內閣總辭職時以生病爲由缺席，其他重臣批評說：「清浦奎吾尚且揹負91歲高齡和病軀（約1年後去世）出席，難道說近衛的病比這更嚴重嗎？」